# Александрийская городская община
Александрийская городская община (укр. Олександрійська міська громада) — территориальная община в Александрийском районе Кировоградской области Украины.
Административный центр — город Александрия.
Население составляет 88890 человек. Площадь — 456,8 км².
Община создана 12 июня 2020 года, путём объединения территорий части Александрийского городского совета Кировоградской области (город Александрия, Александрийский поселковый совет и Звенигородский сельский совет), а также Головковского и Измайловского сельских советов Александрийского района.

## Населённые пункты
В состав общины входит 1 город, 1 посёлок и 12 сёл:
- Город Александрия
- Александрийский старостинский округ:
  - Посёлок Александрийское
- Головковский старостинский округ:
  - Головковка
  - Ивановка
- Звенигородский старостинский округ:
  - Александро-Степановка
  - Головковское
  - Звенигородка
  - Марто-Ивановка
- Измайловский старостинский округ:
  - Видное
  - Гаёк
  - Измайловка
  - Королёвка
  - Песчаный Брод
  - Пустельниково